# Дьячков Олександр
Олександр Дьячко́в (нар. 15 серпня 1997, Москва) — російський волейболіст (догравальник, нападник і діагональний), колишній гравець львівського ВК «Барком-Кажани».

## Життєпис
Народився 15 серпня 1997 року в Москві.
За час своєї спортивної кар'єри також виступав у казанському «Зеніті-УОР» (2014—2017), ВК «Академія-Казань» (2017—2019), «Тюмені» (2019/20), санкт-петербурзькому «Зеніті» (2020/21) і його фарм-клубі — «Автомобілісті». За даними пресслужби львівського клубу, волейболіст гратиме на позиції діагонального.
Під час матчу із «Самотлором» здобув два ейси першими торканнями м'яча.

### Досягнення
- Бронзовий призер Вищої ліги А (РФ, 2020).